# Shipshewana
Shipshewana è una cittadina di circa 700 abitanti dello Stato dell'Indiana, nel nord-est degli Stati Uniti d'America, facente parte della Contea di LaGrange (Indiana nord-orientale) e della township di Newbury.
La località è nota per essere sede della terza comunità Amish e mennonita degli Stati Uniti.

## Geografia fisica
Shipshewana si trova ad ovest della sponda sud-orientale del lago Michigan, tra le località di South Bend e Hillsdale (rispettivamente ad est della prima e ad ovest/sud-ovest della seconda) e tra le località di Grand Rapids (Michigan) e Fort Wayne (rispettivamente a sud della prima e a nord della seconda).

## Storia
In origine l'area era abitata dal popolo di nativi dei Potawatomi. Da un capo Potawatomi, chiamato Shuw a wah no, ha avuto origine il nome della città.
I primi colonizzatori bianchi dell'area fecero la loro comparsa negli anni trenta del XIX secolo.
Agl inizi degli anni quaranta del XIX secolo, si stabilorono poi a Shipshewana i primi Amish, che provenivano dalla contea di Somerset.
Nel 1888, Shipshewana fu raggiunta per la prima volta dal traffico ferroviario.

## Società

### Evoluzione demografica
Al censimento del 2014, Shipshewana contava una popolazione pari a 677 abitanti, di cui 370 erano donne e 307 erano uomini.
L'età media della popolazione residente era pari a 41,6 anni (ovvero superiore all'età media degli abitanti dello stato dell'Indiana, che era di 37,3 anni).

## Cultura

### Musei
A Shipshewana sorge il Menno-hof Menonite Anabaptiste Interpretive Center, un museo che 
ripercorre la storia degli anabattisti europei, da cui sorsero le sette mennonite.